# Хлинюр Паульмасон
Хлинюр Паульмасон (исл. Hlynur Pálmason; род. 30 сентября 1984, Ходнафьёрдюр, Сюдюрланд) — исландский режиссёр.

## Биография
Родился 30 сентября 1984 года в общине Ходнафьёрдюр в Эйстюр-Скабтафедльссисле. Родители: Паульми Гвюдмюндссон (Pálmi Guðmundsson) управляющий кооператива Kaupfélag Austur-Skaftfellinga (KASK) в Хёбне и его жена (Elín Magnúsdóttir). У родителей пятеро детей. Родители владеют конной фермой Лэкьярбрекка (Lækjarbrekka) у Ходна-фьорда.
Окончил Датскую киношколу. Дипломная работа «Художник» (En maler, 2013) получила награду как лучший короткометражный фильм на Международном кинофестивале в Оденсе — старейшем и крупнейшем в Дании фестивале короткометражного кино и номинирована на датскую премию «Роберт». Следующий короткометражный фильм «Семь лодок» (Seven Boats, 2014), была представлен на Международном кинофестивале в Торонто.
Премьера дебютного полнометражного фильма «Зимние братья» состоялась в основном конкурсе на Международном кинофестивале в Локарно в 2017 году. Фильм имел выдающийся успех, завоевав более 30 международных наград, включая награды за лучшую режиссуру на Международном кинофестивале в Салониках, за лучший фильм и лучшую мужскую роль (Эллиотт Кроссет Хоув) на Вильнюсском международном кинофестивале, а также за лучшую операторскую работу на Фестивале европейского кино в Севилье. Фильм получил девять наград на датской премии «Роберт», включая награду за лучший фильм. В 2018 году номинирован на кинопремию Северного совета.
Мировая премьера его второго полнометражного фильма «Белый, белый день» состоялась на 58-й Неделе критики Каннского международного кинофестиваля в 2019 году, где Ингвар Эггерт Сигюрдссон получил премию «Восходящая звезда» (Rising Star Award) от фонда The Louis Roederer Foundation. В 2019 году номинирован на кинопремию Северного совета.
Мировая премьера короткометражного фильма «Гнездо» состоялась на 72-м Берлинском международном кинофестивале в 2022 году. Фильм получил награду как лучший короткометражный фильм на Международном кинофестивале в Оденсе.
Мировая премьера полнометражного фильма «Земля бога» состоялась на 75-м Каннском международном кинофестивале в 2022 году. Фильм получил Гран-при — «Золотой Хьюго» на Международном кинофестивале в Чикаго. В 2022 году номинирован на кинопремию Северного совета. В 2023 году Хлинюр Паульмасон получил премию «Эдда» за лучшую режиссуру.
Мировая премьера полнометражного фильма «Любовь, которая остаётся» состоялась на 78-м Каннском международном кинофестивале в 2025 году. Собака, которая участвовала в съёмках, получила награду Palm Dog.
Снял свою дочь Иду Меккин Хлюнсдоуттир (Ída Mekkín Hlynsdóttir; род. 22 августа 2008) в фильмах «Белый, белый день», «Гнездо», «Земля бога» и «Любовь, которая остаётся».

## Фильмография
| Год  |     | Русское название         | Оригинальное название      | Примечание          |
| ---- | --- | ------------------------ | -------------------------- | ------------------- |
| 2012 | кор | День или два             | En dag eller to            | режиссёр, сценарист |
| 2013 | кор | Художник                 | En maler                   | режиссёр, сценарист |
| 2014 | кор | Семь лодок               | Seven Boats                | режиссёр, сценарист |
| 2017 | ф   | Зимние братья            | Vinterbrødre               | режиссёр, сценарист |
| 2019 | ф   | Белый, белый день        | Hvítur, hvítur dagur       | режиссёр, сценарист |
| 2022 | кор | Гнездо                   | Nest                       | режиссёр, сценарист |
| 2022 | ф   | Земля бога               | Vanskabte land/Volaða land | режиссёр, сценарист |
| 2025 | ф   | Любовь, которая остаётся | Ástin sem eftir er         | режиссёр, сценарист |